# Hugo Broos
Hugo Broos (10 d'abril de 1952) és un exfutbolista belga.

## Selecció de Bèlgica
Va formar part de l'equip belga a la Copa del Món de 1986. Tingué una llarga carrera com a entrenador, dirigint, entre d'altres, a la selecció del Camerun.

## Referències

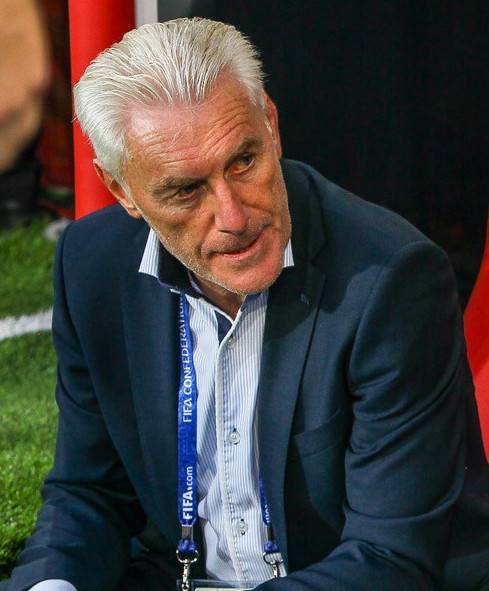
Broos entrenant a la selecció del Camerun a la Copa Confederacions de 2017.